# Carlos Rojas (Fußballspieler, 1956)
Carlos Enrique Rojas Muñoz (* 18. Januar 1956 in Ollagüe) ist ein ehemaliger chilenischer Fußballspieler und -trainer. Der Abwehrspieler wurde mit dem CD Cobreloa dreimal chilenischer Meister und erreichte zweimal das Finale der Copa Libertadores.

## Karriere

### Spieler
Carlos Rojas, auch Chifi genannt, begann seine Profikarriere 1977 beim CD Cobreloa. Beim Klub aus der Atacama-Wüste spielte der Abwehrspieler fast seine gesamte Karriere. Rojas gewann die Meistertitel 1980, 1982 und 1985. 1986 gelang der Erfolg in der Copa Chile. Auch international sorgte er mit dem Klub aus der Stadt Calama für Überraschungen. Bei der ersten Teilnahme an der Copa Libertadores 1981 erreichte Chiles Meister überraschend das Finale und zog erst im Entscheidungsspiel gegen Brasiliens Topverein Flamengo Rio de Janeiro den Kürzeren. Im Entscheidungsspiel sorgte Zico mit seinen beiden Treffern für den Erfolg der Brasilianer. Bei der Copa Libertadores 1982 kam Cobreloa erneut ins Finale, unterlag dort aber Peñarol Montevideo nach einem torlosen Unentschieden im Rückspiel durch ein Tor in der vorletzten Spielminute.
Zwei Jahre seiner Karriere war Rojas nicht in Cobreloa. 1988 lief der Verteidiger für Unión Española auf und seine Karriere beendete er 1991 im Trikot von Deportes Arica.

### Trainer
Nach der aktiven Karriere war Carlos Rojas als Trainer tätig. 1997 bis 1998 übernahm er erstmals den CD Cobreloa, 2000 und 2016 war er erneut beim Klub an der Seitenlinie. Des Weiteren trainierte er noch Deportes Antofagasta, Provincial Osorno, Deportivo Ñublense, Coquimbo Unido und die Rangers de Talca. Seit 2017 ist der frühere Copa-Libertadores-Finalist als Trainer des Vereins Municipal Mejillones aus der Tercera A tätig.

## Erfolge
Cobreloa
- Chilenischer Meister: 1980, 1982, 1985
- Chilenischer Pokalsieger: 1986
- Finalist der Copa Libertadores: 1981, 1982